# KSI (音楽家)
オラジデ ・オライインカ ・ウィリアムズ ・"JJ"・ オラトゥンジ（Olajide Olayinka Williams "JJ" Olatunji、1993年6月19日 - ）は、イギリスのYouTuber、ラッパー、実業家、プロボクサー。通称のKSIとして最もよく知られる。イギリスのYouTubeグループのサイドマンの一員でもある。Prime（スポーツドリンク）、XIX Vodka（ウォッカ）、Sides（レストランチェーン）の共同経営者。ボクシングプロモーション会社Misfits BoxingのCEO。デジという弟がいる。

## 人物
- 通称のKSIとういう名前は、知識、強さ、誠実さを表している。
- ナイジェリア人の子孫である。
- イギリスで2番目に影響力のあるオンラインクリエイターとしてタイムズにランク付けされた[10]。
- アーセナルFCのサポーター[11]。

## 経歴
2009年7月24日に現在も使用しているメインのYouTubeアカウントを登録し、FIFAシリーズのゲーム実況プレイで登録者数を増やすと、Vlogやコメディスタイルの動画でさらに人気を得た。2018年2月にアマチュアボクシングでデビュー、2019年11月にはプロボクシングでデビューを果たした。2020年にミュージシャンとしてデビュー。デビューアルバム「Dissimulation」は全英アルバムチャートで2位、2021年発売の2枚目のアルバム「All Over the Place」は全英アルバムチャート1位を記録した。

### ボクシングのキャリア

#### アマチュアボクシング
2018年2月3日、ロンドンのカッパー・ボックス・アリーナでアマチュアボクシングデビュー。YouTuberのジョー・ウェラーと対戦し、3回TKO勝ち。
2018年8月25日、イギリス・マンチェスターのマンチェスター・アリーナで、アメリカの人気YouTuberのローガン・ポールと、ヘッドギアと12オンスグローブを着用した3分6ラウンドのアマチュアボクシングの試合で対戦。「歴史上最大のインターネットイベント」や「史上最大のアマチュアボクシングマッチ」と喧伝され、アップロード・イベンツがメインプロモーターとなり、マイケル・バッファーがリングアナウンサーを務めた。試合結果は、判定1-0（58–57、57–57、 57–57）の引き分けとなったが、YouTubeのペイ・パー・ビューにて視聴価格10ドルで世界配信され、販売件数が120万件に達する成功を収めた。

#### プロボクシング
2019年11月9日、アメリカ・ロサンゼルスのステイプルズ・センターで、ローガン・ポールと再戦した。今回はアマチュアボクシングではなく、プロボクシングプロモーターのエディー・ハーンがプロモーターを務め、両者ともカリフォルニア州のアスレチックコミッションでプロ選手ライセンスを取得して、プロボクシングデビュー戦のクルーザー級6回戦として試合を行った。試合は、4回にダウンを奪われるも、ダウンしたKSIの後頭部にポールが追撃のパンチを入れて反則を取られ2点減点され、2-1（56–55、57–54、55–56）の判定で勝利した。カリフォルニア州アスレチックコミッションへの申告では、KSIとポールのファイトマネーはそれぞれ90万ドル（約9800万円）とされている。
この試合が、プロボクシングの試合で、前座で、WBO世界スーパーミドル級王者ビリー・ジョー・ソーンダースと、WBC世界ライト級王者デヴィン・ヘイニーの、世界王者の防衛戦が2試合組まれると発表されると、ボクシング関係者やファンから「ボクシングへの侮辱」「金儲け目的だけの試合」「プロボクシングの試合として相応しくない」などの批判を受けたが、カリフォルニア州アスレチックコミッションのエグゼクティブディレクター、アンディ・フォスターは「彼らがYouTubeのスターでなくても、この試合は、アメリカ中のどこの州でも、アスリートのデビュー戦として承認されていただろう」とプロボクシングの試合として何ら問題はないと述べ、ニューヨーク・タイムズでも「この試合は、停滞しているボクシングに、新規ファンを呼び込むことになるだろう」といった主旨の記事が掲載された。プロボクサー側からも、デオンテイ・ワイルダー、アンソニー・ジョシュア、タイソン・フューリー、アンディ・ルイス・ジュニアらが、ボクシングのファン拡大などボクシングに利益をもたらすとして、この試合を支持するコメントを出した。
また興行面でも、アメリカでは試合がDAZNによって配信されたが、視聴者数が、サウル・アルバレス対セルゲイ・コバレフや、アンソニー・ジョシュア対アンディ・ルイス・ジュニア第一戦の試合を超え、それまでDAZNアメリカが中継したボクシングの歴代最高視聴者数を記録した（世界のDAZN視聴者数でも2019年のボクシング第3位）。試合会場にもジャスティン・ビーバー、マイク・タイソン、ウィズ・カリファといった多くのセレブリティーが観客として訪れた。
2021年6月22日、ワッサーマン・メディア・グループと提携してボクシングプロモーション会社「Misfits Boxing」を設立し、CEOに就任した。
2022年7月1日、Misfits BoxingとDAZNが契約して、インフルエンサーやセレブリティが出場するボクシング興行イベント「MF & DAZN: X Series」の設立を発表した。
2022年7月23日、世界のプロボクシング、セミプロボクシング、ホワイトカラーボクシングの認可と規制を行うイギリスのボクシング機関であるプロフェッショナルボクシング協会（PBA）が、ICB（インフルエンサー・チャンピオンシップ・ボクシング）王座を認可したことが発表された。8月27日に、KSI vs. SwarmzがICB世界クルーザー級王座決定戦、Deen the Great vs. Evil HeroがICB北米ウェルター級王座決定戦、 King Kenny vs. FaZe SenseiがICBインターナショナルクルーザー級王座決定戦、FaZe Temperrr vs. Slim AlbaherがICB世界ライトヘビー級王座決定戦として行われることが発表された。
2022年8月27日、MF & DAZN: X Seriesの第1弾興行としてMF & DAZN: X Series 001をロンドンのO2アリーナで開催。 KSIはこの興行で1日2試合を行い、興行の第1試合でラッパーのSwarmzとICB世界クルーザー級王座決定戦を行い、2回KO勝ちを収め王座を獲得すると、メインイベントでプロボクサーのルイス・アルカラス・ピネダと対戦し、3回KO勝ちを収め王座の初防衛に成功した。この試合はDAZNが世界配信したがDAZNのボクシング中継で歴代トップ5に入る視聴者数を記録した。
2023年1月12日、DAZNとKSI、Misfits Boxingが5年間の独占契約を交わしたことが発表された。
2023年5月13日、ロンドンのウェンブリー・アリーナで実業家でプロボクサーのジョー・フォーニエと対戦し、2回KO勝ちを収めた。しかし、フォーニエがKOは反則の肘打ちによるものだとプロフェッショナルボクシング協会に提訴し、5月19日にプロフェッショナルボクシング協会はフォーニエの訴えを認めて試合結果をノーコンテストに変更する裁定を下した。

### 音楽のキャリア
彼とランドルフはサッカーの世界で有名なキャラクターを演じている。マリオ・バロテッリやアレックス・ファーガソン卿のようなマネージャーを含む一部のサッカー選手が出演するラップから始まったが、そのうちの1人は、ロビン・ファン・ペルシに対してKSIを巻き込み、アーセナルからのヴァン・ペルシの激しい移籍を打った。彼はまた、Droidekaのミュージックビデオに出演し、彼の曲「Get Hyper」のミュージックビデオを監督および出演し、英国のラッパーSwayと協力して2曲をリリースした。
KSIは2015年3月23日に、ラッパーのP Moneyと一緒に、ソロアーティストとしての最初のシングル「ランボルギーニ」をリリースした。 この曲はSwayのレコードレーベルDcyphaProductionsの下でリリースされた。 2015年10月29日、KSIはKeepUpというタイトルのデビューEPを発表した。 2016年1月8日にIslandRecordsからリリースされた。JmeをフィーチャーしたEPのタイトルトラックは、2日後にリリースされたミュージックビデオとともに2015年11月13日にリリースされた。 2016年7月29日、KSIはオランダの音楽グループMNDMとの「FriendswithBenefits」をリリースした。 この曲は10月28日にリリースされた彼女の2番目のEPジャンプアラウンドからシングルとしてリリースされた。
KSIは彼の3番目のEP、スペースを自己リリースした、2017年6月30日、3か月後に4番目のタイトルのDisstracktionsをリリースする前。後者は、英国のR＆Bアルバムチャートでトップに立つ彼の2番目のEPになった。

## 論争
KSI の名声の高まりには論争がなかったわけではなく、2012 年から 2013 年にかけて彼のチャンネルで繰り返された、ジョークとしての自称である「レイプ顔」という語句が広く批判された。

### セクハラ疑惑
KSIは、2012年のEurogamerイベントで女性スタッフに対するセクハラの第三者の申し立てを受けて論争の中心となり、広報モデルのブランディ・ブリュワーを性的暴行したとまで告発された。その結果、 マイクロソフト は KSI との関係を断ち切り、彼は Eurogamer イベントから追放された。 KSIはその後、「15か月前の動画が自身のYouTubeチャンネルに掲載されていた短期間に、その動画への言及とその後の他の人による使用によって引き起こされた可能性のあるあらゆる不快感について」謝罪し、この事件から立ち直りたいという意向を述べ、「論争を避け、ブランドやパートナーに与える素晴らしいコンテンツとその価値について評価されたい」と語った。

### 人種的中傷の使用
2023年4月、KSIは英国のゲーム番組カウントダウンをパロディしたサイドメンのビデオで人種的中傷「パキ」を使用した。 その後、彼はツイッターで謝罪し、ソーシャルメディアを休止すると発表した。 その後、ビデオは削除されました。 その後、彼は「自分を教育する」ためにブラッドフォードのモスクであるアル・ヒカム研究所を訪れ、そこで自分が引き起こした傷と失望について改めて謝罪した。 この論争の結果、BBCはインフルエンサーが参加する主流テレビ番組を中止することになった。

## 戦績

### プロボクシング
| プロボクシング 戦績 | プロボクシング 戦績 | プロボクシング 戦績 | プロボクシング 戦績 | プロボクシング 戦績 | プロボクシング 戦績 | プロボクシング 戦績 |
| ------------------- | ------------------- | ------------------- | ------------------- | ------------------- | ------------------- | ------------------- |
| 6 試合              | (T)KO               | 判定                | その他              | 引き分け            | 無効試合            |                     |
| 4 勝                | 3                   | 1                   | 0                   | 0                   | 1                   |                     |
| 1 敗                | 0                   | 1                   | 0                   | 0                   | 1                   |                     |

| 戦           | 日付           | 勝敗 | 時間    | 内容    | 対戦相手                   | 国籍           | 備考                          |
| ------------ | -------------- | ---- | ------- | ------- | -------------------------- | -------------- | ----------------------------- |
| 1            | 2019年11月9日  | ☆    | 6R      | 判定2-1 | ローガン・ポール           | アメリカ合衆国 | プロデビュー戦                |
| 2            | 2022年8月27日  | ☆    | 2R 0:28 | KO      | スワームズ                 | イングランド   |                               |
| 3            | 2022年8月27日  | ☆    | 3R 0:50 | KO      | ルイス・アルカラス・ピネダ | メキシコ       | MFB世界クルーザー級王座決定戦 |
| 4            | 2023年1月14日  | ☆    | 1R 2:19 | KO      | ファゼ・テンペール         | ブラジル       | MFB防衛1                      |
| 5            | 2023年5月13日  | －   | 2R 1:26 | NC      | ジョー・フルニエ           | イングランド   | MFB防衛2                      |
| 6            | 2023年10月14日 | ★    | 6R      | 判定0-2 | トミー・フューリー         | イギリス       |                               |
| テンプレート |                |      |         |         |                            |                |                               |

### アマチュアボクシング
| 戦           | 日付          | 勝敗 | 時間    | 内容    | 対戦相手           | 国籍         | 備考 |
| ------------ | ------------- | ---- | ------- | ------- | ------------------ | ------------ | ---- |
| 1            | 2018年2月3日  | ☆    | 3R 1:30 | TKO     | ジョー・ウェラー   | イングランド |      |
| 2            | 2018年8月25日 | △    | 6R      | 判定1-0 | トミー・フューリー | イギリス     |      |
| テンプレート |               |      |         |         |                    |              |      |